# Зона на свободно маневриране
 Зоната на свободно маневриране (на английски: Immune zone) е показател за бронирането на кораба, характеризира се с диапазон от дистанции, на които бронята на кораба издържа попадения на снаряди. Ограничава се от близък предел на зоната на свободно маневриране – разстоянието, на което снаряда вече не пробива броневия пояс на кораба и далечен предел на зоната на свободно маневриране – разстоянието, на което летящият по балистична траектория снаряд започва да поразява палубната защита. Съответно, колкото по-широк е диапазонът на тези разстояния, толкова повече възможности остават на кораба да приема оптимални за себе си дистанции на боя.